# Мацута
Мацу́та (осет. Мæцутæ) — село в Ирафском районе Республики Северная Осетия-Алания. Административный центр Задалеского сельского поселения.

## История
Мацута была некогда местом общественного нихаса тапандигорцев и местом захоронения. До 1930 г. здесь стояли интереснейшие склеповые захоронения.

## География
Расположено в юго-западной части региона, в Дигорском ущелье, на правом берегу реки Урух.

## Достопримечательности
С преданиями о нартах связан ряд различных памятников в урочище Мацута: склеп, считающийся местом погребения нарта Сослана, могила какой-то великанши, каменный стул Сослана, каменная седельная подушка того же богатыря, каменное корыто; здесь же указывают нартский нихас, развалины древних построек того же Сослана; в одном из ближайших дзуаров некогда приносили жертвы в память этого героя; на правом берегу Уруха есть место, с которого будто бы Сослан делал гигантские прыжки. Выше Мацуты в скалах находятся пещеры, считающиеся обиталищем нартов.

## Население
| 2002 | 2010 | 2021 |
| ---- | ---- | ---- |
| 42   | ↘36  | ↗53  |

## Инфраструктура
Село — северная граница национального парка «Алания».
- Объекты культурного наследия регионального значения (архитектура)[6]

На поляне Мацута находятся:
1. Склеп полуподземный
2. Два двухкамерных склепа, средние вв.
3. Склеп полуподземный

- Выявленные объекты культурного наследия (история)[6]

1. Бюст В.И Ленина, 1970 г. — с. Мацута, во дворе школы-интерната.
2. Братская могила двух неизвестных советских лётчиков, погибших в 1942 г. в бою с немецко- фашистскими захватчиками — с. Мацута, в центре.

## Транспорт
Через село проходит автодороги регионального значения 90 ОП РЗ 90К-004 Чикола-Мацута-Коми-Арт, 90 ОП РЗ 90К-070 Мацута — Кумбулта и межмуниципального значения 90 ОП МЗ 90Н-009 «Транскам»-В. Згид-Мацута (Распоряжение Правительства Республики Северная Осетия-Алания от 21 декабря 2007 года N 318-р. «Об утверждении перечня автомобильных дорог регионального и межмуниципального значения Республики Северная Осетия-Алания»).